# Bonnanaro
Bonnanaro o Bunnànaru (nombre cooficial en lengua sarda) es un municipio de Italia de 1050 habitantes en la provincia de Sácer, región de Cerdeña.

## Evolución demográfica
| Gráfica de evolución demográfica de Bonnanaro entre 1861 y 2001 |
|                                                                 |
| Fuente ISTAT - elaboración gráfica de Wikipedia                 |